# Мост (компютърни мрежи)
Вижте пояснителната страница за други значения на Мост.
Мост (на английски: bridge) в мрежовото оборудване е устройство, което обединява две или повече компютърни мрежи. Обикновено това е компютър с няколко мрежови карти, към всяка от които е свързан сегмент на локалната мрежа. Основна задача на моста е да осигурява прозрачна връзка между абонати от различни мрежи, чрез транслация и филтрация на MAC-кадри. Основна функция на моста е ограничаване на потока данни между сегментите на мрежата.